# Heraclia grandialata
Heraclia grandialata är en fjärilsart som beskrevs av Druce 1880. Heraclia grandialata ingår i släktet Heraclia och familjen nattflyn. Inga underarter finns listade i Catalogue of Life.